# Гальварино
Гальварино (исп. Galvarino, от Kalwarëngo — «молотый кукурузный початок» или Kallfürüngi — «голубое колиуэ» на языке мапуче; умер ок. 30 ноября 1557) — воин из коренного народа мапуче на территории Чили.
Был легендарным бойцом мапуче на протяжении начальной фазы Арауканской войны под началом Лаутаро и Кауполикана (1534—1557). По свидетельствам современников, после того, как испанские захватчики отрубили ему кисти рук, Гальварино заменил их клинками.

## Жизнеописание
Гальварино уже давно сражался под командованием Лаутаро, в том числе в боях за Сантьяго и Тукапель, когда осенью 1557 года испанцы предприняли очередную попытку завоевать земли мапуче и вторглись на их территорию. Операция была столь важна, что руководил ею лично губернатор Чили, маркиз Гарсия Уртадо де Мендоса, отличавшийся авантюризмом.
8 ноября маркизу удалось сделать почти невозможное и заставить армию мапуче, предпочитавших партизанскую тактику, столкнуться с ним в открытом бою. Он построил фальшивые плоты для переправы, которые должны были убедить арауканов в том, что испанцы переправляются через реку Биобио, причём делают это очень неумело и опасно для самих себя. Индейцы бросились в драку, в которой конкистадоры встретили их выстрелами заранее подготовленной артиллерии и сидевших в засаде фузилеров.
Бой получил название «Битва при Лагунильясе», и войска испанцев наголову разбили арауканскую армию. Более трех сотен мапуче были убиты, ещё полторы сотни попали в плен. Среди пленников оказался и Гальварино. Обменивать или брать в заложники ни его, ни других никто даже не планировал. Операция изначально готовилась как карательная, и маркиз отдал приказ проучить мапуче. 
В качестве наказания за восстание некоторых из этих пленных приговорили к ампутации правой руки и носа, тогда как другим, в том числе и Гальварино, обрезали обе руки. После ампутации кистей рук их прижгли порохом или железом, и Гальварино вышвырнули вместе с остальными искалеченными. Пленных отпустили, чтобы запугать других повстанцев и посеять страх в рядах вражеской армии.
Мендоса отправил Гальварино сообщить военачальнику противника Кауполикану устрашающие сведения о количестве и вооружении испанцев. Губернатор надеялся, что это поможет ослабить силы сопротивления, а возможно даже заставит Кауполикана сложить оружие и сдаться. Вернувшись к мапуче, Гальварино предстал перед Кауполиканом и военным советом, показал им свои увечья и потребовал усилить отпор испанским захватчикам, подобно кампании Фелипе Лаутаро. Его ярость и жажда мести вдохновили Кауполикана, и Гальварино тут же был назначен командиром группировки из шестисот опытных воинов. Поскольку арауканы учились управлять конём без рук, держа вожжи зубами, поэтому безрукий Гальварино смог стать командиром конного отряда.

С клинками, прикрепленными к обеим запястьям вместо рук, Гальварино сражался плечом к плечу с Кауполиканом в следующей кампании до битвы при Милларапу, где его отряд сражался против отряда самого губернатора Мендосы, а Гальварино убил его заместителя.
Он пришёл, командуя как сержант, и такими словами подбадривал своих людей: "Братья мои, смотрите, чтобы вы все хорошо бились. Вы же не хотите быть такими, как я, без рук, чтобы вы не могли ни работать, ни есть?". Гальварино поднял эти руки высоко, показывая своим воинам, чтобы они сражались смело, и сказал им: "Те, с кем вы собираетесь бороться, режут их. Они сделают это с каждым из вас. Никто не может убежать. Лучше умереть на поле боя, потому что ты умрешь, защищая свою родину". Он вышел вперёд отряда и громким голосом сказал, что умрёт первым, и хотя у него больше нет рук, но будет делать все, что может, чтобы остановить врага, пускай даже зубами.Херонимо де Вивар, "Crónica", Capítulo CXXXIII.
Братья мои, почему вы перестали нападать на этих христиан, видя явный вред и ущерб, который они нанесли и наносят с того дня, когда они вошли на нашу землю, и по сей день? И они всё равно будут делать с вами то, что вы видите, что они сделали, и они делают? И тем не менее, они сделают с вами то, что вы видите, что они сделали со мной, отрубят вам руки, если вы не будете старанны в том, чтобы причинить как можно больший вред этим столь опасным для нас и наших детей и женщин людямПедро Марино де Лобера, "Crónica del Reino de Chile", Libro 2 Capítulo IV
Сражение при Милларапу стало настоящей катастрофой. 20 тысяч мапуче напали на лагерь из 600 испанцев и потерпели поражение, потеряв 3000 человек убитыми и 800 пленными. Планы арауканов спутала случайность. Испанцы как раз праздновали день святого Андрея и не спали. К тому же они начали играть на боевых горнах, а индейцы решили, что это был сигнал вождя к атаке, и бросились в битву неровными рядами, лишив атаку элемента неожиданности.
Хорошо укрепленный лагерь испанцев с артиллерией выдержал несколько волн атаки арауканов, расстреливая тысячи мапучей картечью. Гальварино вел в атаку войска, сражаясь в первых рядах и вдохновляя других своим примером. Сражение закончилось бойней и безрукий воин снова попал в плен. Но в этот раз ему приготовили еще более позорную судьбу. Испанцы бросили индейца в яму с голодными псами, где он и погиб .
Впрочем, существует и другая версия его смерти: в героической поэме «Араукана» Алонсо де Эрсилья-и-Суньига пишет, что на самом деле Гальварино был казнён путём повешения на дереве, причём сам автор утверждает, что лично пытался спасти его от смерти, но Гальварино в ответ показал свои изуродованные руки и сказал, что он не хочет пощады, жалея лишь о том, что не смог разорвать врагов на куски зубами. Увидев высокомерие противника, завоеватели лишь ускорили казнь.

## Память
Неудивительно, что воин, потерявший обе руки, но продолживший сражаться, стал символом сопротивления мапуче на протяжении трёх сотен лет их успешной партизанской борьбы против испанских конкистадоров. Его доблесть и подвиг воспевали даже сами испанцы, от Эрсилья-и-Суньиги до Лопе де Веги, а уже в современности история Гальварино послужила источником вдохновения для одноимённого чилийского комикса, в котором его образ отсылает к персонажу Росомахи от американского издательства Marvel Comics. В его честь названы посёлок и коммуна Гальварино в чилийской области Араукания.